# Campeonato de Segunda División 1931 (Argentina)
El Campeonato de Segunda División 1931 fue el trigésimo tercer torneo de Segunda División y el trigésimo primer campeonato de la cuarta categoría. Fue organizado por la Asociación Argentina de Football (Amateurs y Profesionales), nombre que adoptó la Asociación luego de una nueva escisión ocurrida en mayo, que dio pié al profesionalismo.
Los nuevos participantes fueron: los nuevos afiliados Central Córdoba, Huracán de San Justo y San Blas.
El torneo consagró campeón a Sp. Barracas III, tras vencer por 4 a 2 en la final a Estrella Blanca, que obtuvo el ascenso.

## Ascensos y descensos
| Pos. | Ascendidos a División Intermedia 1931 |
| ---- | ------------------------------------- |
| 2.º  | Boulogne                              |

| Descendidos de División Intermedia 1930 |
| --------------------------------------- |
| No hubo                                 |

| Afiliados            |
| -------------------- |
| Central Córdoba      |
| Huracán de San Justo |
| San Blas             |

| Desafiliados   |
| -------------- |
| 9 de Julio     |
| Chiclana       |
| El Pilar       |
| El Rumor       |
| Flores Central |
| Lincoln        |
| Oriente        |
| Peñarol        |
| San Cristóbal  |
| Villa Adelina  |
| Villa Fischer  |

### Incorporaciones
| Incorporados     |
| ---------------- |
| All Boys III     |
| Alvear III       |
| Nacional (A) III |

| Retirados                  |
| -------------------------- |
| Sp. Alsina III             |
| Argentinos Juniors III     |
| Atlanta III                |
| Boca Juniors III           |
| Boca Juniors IV            |
| Buenos Aires III           |
| Colegiales III             |
| Del Plata III              |
| El Porvenir III            |
| Huracán III                |
| Huracán IV                 |
| Independiente III          |
| Lanús III                  |
| Platense III               |
| Porteño III                |
| Racing III                 |
| River Plate III            |
| San Lorenzo de Almagro III |
| Talleres III               |

El número de participantes disminuyó a 35.

## Sistema de disputa
Los participantes fueron divididos en cinco zonas: una de seis equipos, tres de siete equipos y una de ocho equipos; donde se enfrentaron bajo el sistema de todos contra todos a dos ruedas. En caso de empate en puntos en el primer puesto se disputó un desempate. El ganador de cada zona avanzó a la fase final, donde se enfrentaron a eliminación directa, a partido único, hasta consagrar a un campeón.

### Ascenso
Se ordenó a los clasificados a la fase final de tal forma que el ganador de una de las semifinales obtuvo el ascenso.

## Equipos participantes
| Equipo                     | Ciudad       |
| -------------------------- | ------------ |
| All Boys III               | Buenos Aires |
| Almirante Brown            | Adrogué      |
| Alvear III                 | Caseros      |
| American                   | Buenos Aires |
| Azul y Blanco              |              |
| Banfield III               | Banfield     |
| Barracas III               | Buenos Aires |
| Barracas Central III       | Buenos Aires |
| Buenos Aires III           | Dock Sud     |
| Central Córdoba            |              |
| Ciudadela Juniors          | Ciudadela    |
| Defensores de Belgrano III | Buenos Aires |
| Defensores de Hurlingham   | Hurlingham   |
| Dock Sud III               | Dock Sud     |
| El Progreso                | Lanús        |
| Esmeralda                  |              |
| Estrella Blanca            | Lanús        |
| Estudiantil Porteño III    | Buenos Aires |
| Excursionistas III         | Buenos Aires |
| Flores Unidos              |              |
| Huracán de Lanús           | Lanús        |
| Huracán de San Justo       | San Justo    |
| Nacional III               | Adrogué      |
| Palermo III                | Buenos Aires |
| Parmenio Piñero            | Buenos Aires |
| Rivarola                   |              |
| San Blas                   |              |
| San Telmo III              | Buenos Aires |
| Sarmiento                  |              |
| Sportsman III              | Buenos Aires |
| Tiro Federal               |              |
| Unión de Lanús             | Lanús        |
| Unión y Progreso           |              |
| Villa Furst                | Buenos Aires |
| Villa Madero               |              |

## Fase de zonas

### Zona 1

#### Tabla de posiciones
| Pos. | Equipo                   | Pts. | J  | G | E | P |
| ---- | ------------------------ | ---- | -- | - | - | - |
| 1.º  | Sarmiento                | 15   | 10 | 7 | 1 | 2 |
| 2.º  | Central Córdoba          | 14   | 10 | 7 | 0 | 3 |
| 3.º  | American                 | 10   | 10 | 4 | 2 | 4 |
| 4.º  | Defensores de Hurlingham | 8    | 10 | 4 | 0 | 6 |
| 5.º  | Unión y Progreso         | 8    | 10 | 4 | 0 | 6 |
| 6.º  | Azul y Blanco            | 5    | 10 | 2 | 1 | 7 |
| —    | Villa Furst              | —    | —  | — | — | — |

|  | Clasificado a la fase final. |

### Zona 2

#### Tabla de posiciones
| Pos. | Equipo              | Pts. | J  | G  | E | P  |
| ---- | ------------------- | ---- | -- | -- | - | -- |
| 1.º  | Estrella Blanca     | 24   | 14 | 11 | 2 | 1  |
| 2.º  | Almirante Brown (A) | 21   | 14 | 9  | 3 | 2  |
| 3.º  | El Progreso         | 20   | 14 | 10 | 0 | 4  |
| 4.º  | Huracán de Lanús    | 14   | 14 | 6  | 2 | 6  |
| 5.º  | Tiro Federal        | 13   | 14 | 6  | 1 | 7  |
| 6.º  | Rivarola            | 9    | 14 | 3  | 3 | 8  |
| 7.º  | Unión de Lanús      | 7    | 14 | 3  | 1 | 10 |
| 8.º  | Esmeralda           | 4    | 14 | 2  | 0 | 12 |

|  | Clasificado a la fase final. |

### Zona 3

#### Tabla de posiciones
| Pos. | Equipo               | Pts. | J  | G | E | P |
| ---- | -------------------- | ---- | -- | - | - | - |
| 1.º  | Flores Unidos        | 17   | 10 | 7 | 3 | 0 |
| 2.º  | Huracán de San Justo | 12   | 10 | 5 | 2 | 3 |
| 3.º  | San Blas             | 11   | 10 | 4 | 3 | 3 |
| 4.º  | Parmenio Piñero      | 9    | 10 | 3 | 3 | 4 |
| 5.º  | Ciudadela Juniors    | 8    | 10 | 3 | 2 | 5 |
| 6.º  | Villa Madero         | 5    | 10 | 2 | 1 | 7 |

|  | Clasificado a la fase final. |

### Zona 4

#### Tabla de posiciones
| Pos. | Equipo                     | Pts. | J | G | E | P |
| ---- | -------------------------- | ---- | - | - | - | - |
| 1.º  | Sp. Buenos Aires III       | 12   | 6 | 6 | 0 | 0 |
| 2.º  | Sp. Palermo III            | 8    | 6 | 4 | 0 | 2 |
| 3.º  | All Boys III               | 4    | 6 | 2 | 0 | 4 |
| 4.º  | Estudiantil Porteño III    | 0    | 6 | 0 | 0 | 6 |
| —    | Alvear III                 | —    | — | — | — | — |
| —    | Defensores de Belgrano III | —    | — | — | — | — |
| —    | Excursionistas III         | —    | — | — | — | — |

|  | Clasificado a la fase final. |

### Zona 5

#### Tabla de posiciones
| Pos. | Equipo               | Pts. | J  | G | E | P |
| ---- | -------------------- | ---- | -- | - | - | - |
| 1.º  | Sp. Barracas III     | 18   | 10 | 9 | 0 | 1 |
| 2.º  | Dock Sud III         | 14   | 10 | 7 | 0 | 3 |
| 3.º  | San Telmo III        | 9    | 10 | 4 | 1 | 5 |
| 4.º  | Sportsman III        | 9    | 10 | 4 | 1 | 5 |
| 5.º  | Barracas Central III | 8    | 10 | 4 | 0 | 6 |
| 6.º  | Nacional (A) III     | 2    | 10 | 1 | 0 | 9 |
| —    | Banfield III         | —    | —  | — | — | — |

|  | Clasificado a la fase final. |

## Fase final

### Cuadro de desarrollo
|  | Cuartos de final | Cuartos de final | Cuartos de final     |                  |   | Semifinales   | Semifinales     | Semifinales     |   |  | Final | Final | Final |  |
|  |                  |                  |                      |                  |   |               |                 |                 |   |  |       |       |       |  |
|  |                  |                  |                      |                  |   |               |                 |                 |   |  |       |       |       |  |
|  | 1                | Sarmiento        | 0                    |                  |   |               |                 |                 |   |  |       |       |       |  |
|  | 1                | Sarmiento        | 0                    |                  |   |               |                 |                 |   |  |       |       |       |  |
|  | 3                | Flores Unidos    | 4                    |                  |   |               |                 |                 |   |  |       |       |       |  |
|  | 3                | Flores Unidos    | 4                    |                  |   | Flores Unidos | 3               |                 |   |  |       |       |       |  |
|  |                  |                  |                      |                  |   | Flores Unidos | 3               |                 |   |  |       |       |       |  |
|  |                  |                  | 2                    | Estrella Blanca  | 4 |               |                 |                 |   |  |       |       |       |  |
|  |                  |                  | 2                    | Estrella Blanca  | 4 |               |                 |                 |   |  |       |       |       |  |
|  |                  |                  |                      |                  |   |               |                 |                 |   |  |       |       |       |  |
|  |                  |                  |                      |                  |   |               |                 |                 |   |  |       |       |       |  |
|  |                  |                  |                      |                  |   |               | Estrella Blanca | Estrella Blanca | 2 |  |       |       |       |  |
|  |                  |                  |                      |                  |   |               |                 |                 | 2 |  |       |       |       |  |
|  |                  |                  | Sp. Barracas III     | Sp. Barracas III | 4 |               |                 |                 |   |  |       |       |       |  |
|  |                  |                  | Sp. Barracas III     | Sp. Barracas III | 4 |               |                 |                 |   |  |       |       |       |  |
|  |                  |                  |                      |                  |   |               |                 |                 |   |  |       |       |       |  |
|  |                  |                  |                      |                  |   |               |                 |                 |   |  |       |       |       |  |
|  |                  | 4                | Sp. Buenos Aires III | 3                |   |               |                 |                 |   |  |       |       |       |  |
|  |                  |                  |                      | 3                |   |               |                 |                 |   |  |       |       |       |  |
|  |                  |                  | 5                    | Sp. Barracas III | 5 |               |                 |                 |   |  |       |       |       |  |
|  |                  |                  | 5                    | Sp. Barracas III | 5 |               |                 |                 |   |  |       |       |       |  |
|  |                  |                  |                      |                  |   |               |                 |                 |   |  |       |       |       |  |
|  |                  |                  |                      |                  |   |               |                 |                 |   |  |       |       |       |  |
|  |                  |                  |                      |                  |   |               |                 |                 |   |  |       |       |       |  |
|  |                  |                  |                      |                  |   |               |                 |                 |   |  |       |       |       |  |

### Cuartos de final
|  | Sarmiento | 0:4 | Flores Unidos |  |  |

### Semifinales
|  | Flores Unidos | 3:4 | Estrella Blanca |  |  |

|  | Sp. Buenos Aires III | 3:5 | Sp. Barracas III |  |  |

### Final
|  | Estrella Blanca | 2:4 | Sp. Barracas III |  |  |

|                                      |
|                                      |
| Campeón Sp. Barracas III 3.er título |